# Pimpinela Escarlata (luchador)
Mario González Lozano (Torreón, Coahuila; 18 de abril de 1969), más conocido bajo el nombre de Pimpinela Escarlata, es un luchador profesional mexicano. Es muy conocido por haber competido en Lucha Libre AAA Worldwide (AAA) como exótico. Su nombre como "La Pimpinela Escarlata" (de Emma Orczy) fue inspirado del personaje ficticio del mismo nombre.
Lozano ha sido una vez Campeón Mundial de Parejas Mixtas de AAA con Faby Apache (en una ocasión) y una vez Campeón Reina de Reinas de AAA siendo el primer luchador exótico en ganar el título femenino. También ha sido ganador de la Copa Antonio Peña (2016 y 2021)

## Carrera

### Primeros años (1988-1993)
González comenzó su carrera como luchador profesional en 1988, inicialmente trabajando bajo el nombre de ring como Pantera Rosa y luego trabajó brevemente como Fly Boy. González era fanático de luchadores exóticos como Adorable Rubí y Sergio El Hermoso mientras crecía y decidió convertirse él mismo en un exótico. Eligió el nombre "Pimpinela Escarlata" y comenzó a luchar vestido más como una mujer, completo con maquillaje y actuando más afeminado hacia sus competidores masculinos. Al personaje de Pimpinela Escarlata de González se le atribuye haber devuelto el truco Exótico al centro de atención después de años de oscuridad. A principios de la década de 1990, comenzó a trabajar para la Empresa Mexicana de Lucha Libre (EMLL), pero la visión muy conservadora de EMLL sobre la lucha libre junto con el carácter Exótico de Escarlata acortó la permanencia de EMLL. 
En 1992, el booker de EMLL Antonio Peña dejó EMLL para formar Asistencia Asesoría y Administración, una empresa de lucha que era menos conservadora que CMLL. Si bien Escarlata no formó parte de AAA desde el principio, hizo su debut en AAA menos de un año después de su creación.

### Asistencia Asesoría y Administración / Lucha Libre AAA Worldwide (1994-2021)
En AAA, Escarlata a menudo se asoció o se peleó con otros luchadores de Exótico, incluso como May Flowers. Su primera aparición en un gran espectáculo de AAA se produjo el 27 de mayo de 1994 en Triplemanía II-C cuando se asoció con Flowers y Rudy Reyna, solo para perder ante el trío de Super Amigo, El Plumo y Depredator en el primer combate.
Al año siguiente, Escarlata y May Flowers se unieron al grupo de rúdo (chico malo) Los Destructores (Tony Arce, Vulcano, Rocco Valente) para derrotar a un equipo conocido como Los Power Raiders (inspirado en los Power Rangers; Raider Rojo, Raider Blanco, Raider Negro y Raider Azur) durante Triplemanía III-C. Las habilidades de González en el ring y el carisma general significaron que el personaje de Pimpinela Escarlata se volvió más exitoso que la mayoría de los personajes de Exótico. En Triplemanía IV-B fue uno de los participantes en un Torneo cibernético para el recién creado Campeonato Campeón de Campeones AAA, destinado a ser el título de mayor rango en AAA. El combate también incluyó a Perro Aguayo, Konnan, Juventud Guerrera, El Pantera, Psicosis, Villano III y el eventual ganador Pierroth Jr. El 20 de mayo de 1996, Pimpinela Escarlata derrotó a La Parka para ganar el Campeonato Nacional de Peso Semicompleto, convirtiéndolo en el primer Exótico en ganar un título mexicano importante desde que Adorable Rubí ganó el Campeonato Nacional de Peso Medio en 1976. Su reinado duró poco ya que Latin Lover le ganó el título el 9 de septiembre de 1996.
En 2000, Escarlata formó un grupo llamado Los Exóticos, el primer stable totalmente exótico en AAA, que estaba formado por él mismo, Sexy Francis, May Flowers y Polvo de Estrellas. El 27 de abril de 2001, Escarlata derrotó a Espectro Jr. para ganar el Campeonato Nacional de Peso Medio. En Triplemanía IX, los Exóticos Escarlata, May Flowers y Polvo de Estrellas derrotaron a Blue Demon Jr., El Hijo del Solitario y Oscar Sevilla en el segundo combate de la noche. Durante el verano de 2001, Pimpinela Escarlata comenzó una historia con la luchadora Tiffany, una pelea que los enfrentó en la primera Lucha de Apuesta "Exotico vs. Femenino", (Cabellera vs. Cabellera).
El 3 de septiembre de 2007, Pimpinela Escarlata fue una de las representantes de AAA que viajó a Japón para luchar en un evento conjunto AAA/Pro Wrestling NOAH llamado TripleSEM. Se asoció con El Oriental y Chikayo Nagashima para derrotar a Cassandro, Takashi Sugiura y Faby Apache.
A mediados de 2009, Pimpinela Escarlata desarrolló un interés argumental en el luchador Gato Eveready, haciendo varias propuestas románticas hacia él, y Gato Eveready rápidamente se alejó de Escarlata, afirmando que no tenía intereses románticos en otro hombre. La historia se desarrolló durante varios meses en la televisión AAA, hasta que se abandonó abruptamente a fines de año. En el Héroes Inmortales III, celebrado el 26 de septiembre de 2009, Escarlata fue uno de los 13 hombres que participaron en la Copa Antonio Peña, pero fue eliminado al principio del combate. El 1 de octubre de 2010, en Héroes Inmortales IV, Escarlata y Faby Apache derrotaron a Alex Koslov y Christina Von Eerie para ganar el Campeonato Mundial en Parejas Mixto de AAA. Perdieron el título ante Alan Stone y Jennifer Blake el 13 de marzo de 2011.
El 31 de julio de 2011, en Verano de Escándalo, Escarlata derrotó a siete mujeres para ganar el Campeonato Reina de Reinas de AAA, el campeonato femenino de AAA. El 19 de agosto, otros cuatro exóticos, Nygma, Pasión Cristal, Polvo de Estrellas y Yuriko, celosos del reciente éxito de Escarlata, formaron una alianza atacándolo después de un combate. El 9 de octubre en Héroes Inmortales, el grupo volvió a atacar a Escarlata, antes de ser expulsado del ring por Cassandro que regresaba. El 5 de noviembre, Escarlata y Cassandro se unieron a El Brazo, quien debutó con su exótico personaje "La Braza". El 16 de diciembre en Guerra de Titanes, Escarlata perdió el Campeonato Reina de Reinas ante Sexy Star en un combate de leñadores. El 18 de marzo en Rey de Reyes, Escarlata participó en un combate Hair vs. Mask de jaula de acero de doce personas, que finalmente se redujo a él y Sexy Star. Al final, Sexy Star logró escapar de la jaula, lo que obligó a Escarlata a afeitarse la cabeza.

## Campeonatos y logros
- Asistencia Asesoría y Administración / Lucha Libre AAA Worldwide
  - Campeonato Reina de Reinas de AAA (1 vez)
  - Campeonato Mundial en Parejas Mixto de AAA (1 vez) – con Faby Apache
  - Campeonato Nacional de Peso Semicompleto (1 vez)[12]
  - Campeonato Nacional de Peso Medio (1 vez)[13]
  - Copa Antonio Peña (2016, 2021)

- International Wrestling Revolution Group
  - Guerra de Empresas (2011) – con Nicho el Millonario[14][15]